# Ichneumon creperus
Ichneumon creperus là một loài tò vò trong họ Ichneumonidae.